# Patricia Lemoine
Pour les articles homonymes, voir Lemoine.
Patricia Lemoine, née le 30 décembre 1961 à Enghien-les-Bains (France), est une femme politique française, membre d'Agir.

## Biographie
Patricia Lemoine naît le 30 décembre 1961.
Suppléante de Franck Riester lors des élections législatives de 2017 en Seine-et-Marne, elle devient députée pour la cinquième circonscription de Seine-et-Marne à compter du 17 novembre 2018, à la suite de la nomination de Franck Riester au ministère de la Culture dans le deuxième gouvernement Philippe.
Contrainte par la législation limitant le cumul des mandats en France, elle démissionne de ses mandats de présidente de la communauté de communes du Pays Créçois et de maire de Condé-Sainte-Libiaire,.
Elle est membre de la commission des Finances.
Elle remplace à nouveau Franck Riester en juillet 2022. Elle rejoint le Groupe Renaissance.